# Braille chino
El Braille chino es un tipo de braille usado en la República Popular de China para el chino mandarín. Las consonantes y las letras finales básicas coinciden con el braille internacional, pero algunas finales adicionales forman un semisilabario, como en el zhuyin. Cada sílaba se escribe en tres celdas de braille, representando la inicial, la final y el tono, respectivamente. En la práctica se suele omitir el tono.

## El alfabeto
El alfabeto del braille es el siguiente:

### Iniciales
Las iniciales del braille siguen, en términos generales, las convenciones internacionales aplicadas al pinyin. Sin embargo, las letras j, q y x se escribirán como g, k y h ya que la diferencia se puede predecir según la letra final. Los dígrafos ch, sh y zh se asignan a ⠟, ⠱ y ⠌ respectivamente. A la r se le asigna ⠚, reflejando la antigua transcripción de Wade-Giles como j. Se usa ⠗ para el sonido final er.
| Pinyin                       | b | c | d | f | g/j | h/x | r | k/q | l | m | n | p | ch | s | t | z | sh | zh |
| Braille                      | ⠃ | ⠉ | ⠙ | ⠋ | ⠛   | ⠓   | ⠚ | ⠅   | ⠇ | ⠍ | ⠝ | ⠏ | ⠟  | ⠎ | ⠞ | ⠵ | ⠱  | ⠌  |
| Equivalente en Braille ASCII | B | C | D | F | G   | H   | J | K   | L | M | N | P | Q  | S | T | Z | :  | /  |

### Finales
Las finales se aproximan a los valores internacionales de diversas vocales, pero en otras divergen. Aunque algunas tienen pronunciaciones paralelas a las de otros alfabetos, la mayor parte no deriva de manera obvia de convenciones previas. 
La -i final del pinyin sólo se escribe cuando corresponde a yi. En otros casos (ci zi si ri chi zhi shi) no se escribe, como sucede en la escritura zhuyin. La -e final no aparece en de, una partícula común que se escribe de diversas maneras (的，得，地).
| Pinyin    | Brailles |
| --------- | -------- |
| ye/ie     | ⠑        |
| yi/i      | ⠊        |
| wo/uo     | ⠕        |
| er        | ⠗        |
| wu/u      | ⠥        |
| an        | ⠧        |
| wei/ui    | ⠺        |
| yang/iang | ⠵        |
| wai/uai   | ⠽        |
| yuan/üan  | ⠯        |
| wa/ua     | ⠿        |
| ou        | ⠷        |
| ei        | ⠮        |
| yue/üe    | ⠾        |
| ying/ing  | ⠡        |
| yin/in    | ⠣        |
| yan/ian   | ⠩        |
| yong/iong | ⠹        |
| ya/ia     | ⠫        |
| wan/uan   | ⠻        |
| you/iu    | ⠳        |
| ai        | ⠪        |
| wen/un    | ⠒        |
| weng/ong  | ⠲        |
| o/e       | ⠢        |
| ao        | ⠖        |
| wang/uang | ⠶        |
| ang       | ⠦        |
| a         | ⠔        |
| en        | ⠴        |
| yao/iao   | ⠜        |
| yu/ü      | ⠬        |
| eng       | ⠼        |
| yun/ün    | ⠸        |

### Tonos
Los tonos no suelen escribirse. 
| tons          | 1 | 2 | 3 | 4 | neutr     |
| marque pinyin | ˉ | ˊ | ˇ | ˋ | (ninguno) |
| Brailles      | ⠁ | ⠂ | ⠄ | ⠆ | (ninguno) |

### Puntuación
La puntuación del braille chino se aproxima a la puntuación internacional, pero algunos separan los puntos correspondientes en dos celdas en vez de en una. Por ejemplo, la coma. 
| Symboles | 。 | ， | ？ | ！ | ： | ； | -  | …   | ·（中点） | （ | ） | [／] |
| Brailles | ⠐⠆ | ⠐  | ⠐⠄ | ⠰⠂ | ⠒  | ⠰  | ⠠⠤ | ⠐⠐⠐ | ⠠⠄        | ⠰⠄ | ⠠⠆ | ⠰⠆   |

### Reglas
- Los espacios se añaden entre las palabras, no entre las sílabas.
- El tono sólo se marca cuando es necesario. Se pone al final.
- Como en el  zhuyin, las finales de las sílabas zi, ci, si, zhi, chi, shi, ri no se marcan.

Un ejemplo con todos los tonos marcados: 
时间不早了！ (時間不早了！)
⠱⠂⠛⠩⠁⠀⠃⠥⠆⠀⠵⠖⠄⠀⠇⠢⠰⠂
| ⠱⠂⠛⠩⠁   | ⠃⠥⠆ | ⠵⠖⠄    | ⠇⠢⠰⠂       |
| 时间    | 不  | 早     | 了！       |
| Shíjiān | bù  | zǎo    | le!        |
| tiempo  | no  | pronto | perfectivo |

### Ambigüedad
El braille chino tiene el mismo nivel de ambigüedad que el pinyin. En la práctica, el tono se omite en el 95 % de los casos, lo que lleva a un ahorro de espacio de un tercio. El tono también se omite en la telegrafía militar del pinyin. 
Los pares iniciales g/j, k/q y h/x se distinguen por su final: a las iniciales j, q y x les siguen las vocales i o ü, mientras que a las iniciales g, k, y h les siguen otras vocales.  

## Uso
La Biblioteca China para Ciegos (中国盲文图书馆) en Pekín tiene varios miles de volúmenes, publicados en su mayoría por China Braille Press (中国盲文出版社). La Biblioteca Nacional de Taiwán tiene una sala de braille con servicio postal y documentos electrónicos.